# Álón Jefet
Álón Jefet (héber betűkkel אלון יפת, izraeli angol átírással Alon Yefet, Netánjá, 1972. szeptember 1. –) izraeli nemzetközi labdarúgó-játékvezető.

## Pályafutása

### Nemzeti játékvezetés
Pályafutása során hazája legfelső szintű labdarúgó-bajnokságának játékvezetője lett.

### Nemzetközi játékvezetés
Az Izraeli labdarúgó-szövetség Játékvezető Bizottsága (JB) 2002-ben terjesztette fel nemzetközi játékvezetőnek, a Nemzetközi Labdarúgó-szövetség (FIFA) bíróinak keretébe. Több nemzetek közötti válogatott és klubmérkőzést vezetett. UEFA besorolás szerint 2010-től a „mester” kategóriába tevékenykedik. Az izraeli nemzetközi játékvezetők rangsorában, a világbajnokság-Európa-bajnokság sorrendjében többedmagával az 1. helyet foglalja el 9 találkozó szolgálatával.

#### Világbajnokság
A világbajnoki döntőhöz vezető úton Németországba a XVIII., a 2006-os labdarúgó-világbajnokságra és Dél-Afrikába a XIX., a 2010-es labdarúgó-világbajnokságra a FIFA JB játékvezetőként alkalmazta.
| Időpont             | Helyszín                     | Mérkőzés típusa           | Mérkőzés                 | Eredmény | Nézők száma |
| ------------------- | ---------------------------- | ------------------------- | ------------------------ | -------- | ----------- |
| 2004. november 17.  | Mini Stadion, Barcelona      | előselejtező (1. csoport) | Andorra–Hollandia        | 0 : 3    | 1 500       |
| 2008. szeptember 6. | Ullevaal Stadion, Oslo       | előselejtező (9. csoport) | Norvégia–Izland          | 2 : 2    | 17 254      |
| 2009. április 1.    | Windsor Stadion, Belfast     | előselejtező (3. csoport) | Észak-Írország–Szlovénia | 1 : 0    | 13 243      |
| 2009. október 14.   | Ennio Tardini Stadion, Parma | előselejtező (8. csoport) | Olaszország–Ciprus       | 3 : 2    | 15 009      |

#### Európa-bajnokság
2006-ban Hollandiában rendezték, az U21-es labdarúgó-Európa-bajnokságot, ahol az UEFA JB bírói szolgálatra foglalkoztatta.
| Időpont         | Helyszín                    | Mérkőzés típusa        | Mérkőzés               | Eredmény |
| --------------- | --------------------------- | ---------------------- | ---------------------- | -------- |
| 2006. május 24. | Városi Stadion, Aveiro      | selejtező (B. csoport) | Olaszország–Dánia      | 3 : 3    |
| 2006. május 28. | Központi Stadion, Guimarães | selejtező (A. csoport) | Németország–Portugália | 0 : 1    |

Az európai-labdarúgó torna döntőjéhez vezető úton Portugáliába a XII., a 2004-es labdarúgó-Európa-bajnokságra és Ausztriába és Svájcba a XIII., a 2008-as labdarúgó-Európa-bajnokságra az UEFA JB játékvezetőként foglalkoztatta.
| Időpont              | Helyszín                              | Mérkőzés típusa           | Mérkőzés                   | Eredmény | Nézők száma |
| -------------------- | ------------------------------------- | ------------------------- | -------------------------- | -------- | ----------- |
| 2003. április 2.     | Antonio Amilivia Stadion, León        | előselejtező (6. csoport) | Spanyolország–Örményország | 3 : 0    | 13 500      |
| 2003. szeptember 6.  | Astra Stadion, Ploiești               | előselejtező (2. csoport) | Románia–Luxemburg          | 4 : 0    | 4 000       |
| 2006. október 11.    | Városi Stadion, Amszterdam            | előselejtező (G. csoport) | Hollandia–Albánia          | 2 : 1    | 40 000      |
| 2007. június 6.      | Paltinisanu Stadion, Temesvár         | előselejtező (G. csoport) | Románia–Szlovénia          | 2 : 0    | 22 000      |
| 2007. szeptember 12. | Nuevo Carlos Tartiere Stadion, Oviedo | előselejtező (F. csoport) | Spanyolország–Litvánia     | 2 : 0    | 25 000      |

#### Nemzetközi kupamérkőzések

##### UEFA-kupa
| Időpont            | Helyszín             | Mérkőzés típusa            | Mérkőzés          | Eredmény | Nézők száma |
| ------------------ | -------------------- | -------------------------- | ----------------- | -------- | ----------- |
| 2003. november 27. | Népstadion, Budapest | előselejtező (2. mérkőzés) | Debrecen–PAÓK PAE | 0 : 0    | 23 000      |